# MCDRAM
MCDRAM (англ. Multi-Channel DRAM, произносится Эм си ди RAM) — перспективный вариант организации ОЗУ с применением динамической памяти (DRAM). Использует микросборки из нескольких кристаллов DRAM-памяти в едином корпусе. Применяется корпорацией Intel в ряде продуктов Xeon Phi второго поколения (72хх) под кодовым названием «Knights Landing». Является вариацией High Bandwidth Memory и конкурирует с стандартом Hybrid Memory Cube.
Процессоры Xeon Phi имеют более 50 ядер, оснащенных устройствами векторной обработки, что позволяет им обрабатывать большие объёмы данных за секунду, чем способна предоставить традиционная DRAM-память в форм-факторе DIMM. Многоканальность MCDRAM отражает использование в этой памяти значительно большего числа каналов доступа между процессором и памятью, чем у процессоров, использующих DIMM-модули. Благодаря большему количеству каналов данный вид памяти обеспечивает большую пропускную способность (до порядка 400 гигабайт/с), хотя и сохраняет близкие к DIMM задержки доступа.
Увеличение общей ширины каналов доступа к памяти накладывает ограничения на размещение памяти. В Xeon Phi память MCDRAM распаяна на едином модуле («multi-chip package») с процессором и не подлежит замене или расширению. В «Knights Landing» используется MCDRAM общим объемом 16 ГБ, организованная в 8 микросборок.

## Программный доступ
Процессоры Xeon Phi 2-го поколения (сокет LGA3647-1) поддерживают одновременно и MCDRAM (8 каналов, 16 ГБ, скорости до 400 ГБ/с) и традиционную DIMM DDR4 SDRAM память (6 каналов, до 384 ГБ, скорости порядка 90 ГБ/с). При загрузке могут быть выбраны различные способы распределения памяти и программного доступа. Часть более быстрой MCDRAM памяти может быть выделена в качестве дополнительной кэширующей памяти при доступе к DDR4, оставшаяся память MCDRAM отображается в собственное физическое адресное пространство. Таким образом, доступны три режима: Cache mode (вся MCDRAM используется как кэш), Flat mode (вся MCDRAM отображена по отдельным адресам) и Hybrid mode (часть как кэш, часть доступна непосредственно; например 8+8 ГБ).
Приложения могут настроить размещение разных страниц виртуальной памяти, относя их либо напрямую к памяти DDR4, либо к памяти DDR4, кэшируемой MCDRAM, либо непосредственно к части MCDRAM, не используемой как кэш. Для размещения страниц предлагается программный интерфейс memkind или numactl.
При использовании MCDRAM в качестве кэша, доступ к ячейкам, не закэшированным в данный момент приводит к промаху и увеличенным задержкам доступа к данным (более высоким, чем при доступе к DDR4, не использующей MCDRAM-кэш). Из-за этого может потребоваться дополнительная настройка приложений
.